# L'Adoration des bergers (Poussin)
Pour les articles homonymes, voir L'Adoration des bergers.
L'Adoration des bergers est un tableau réalisé par le peintre français Nicolas Poussin vers 1633-1634. Cette huile sur toile de format vertical est une peinture chrétienne qui représente l'Adoration des bergers au milieu de ruines antiques, sous un vol de chérubins. Achetée en 1957 avec l'aide de l'Art Fund, l'œuvre est conservée à la National Gallery de Londres, au Royaume-Uni.